# Eleição municipal de Canoas em 1992
A eleição municipal de Canoas em 1992 ocorreu no dia 3 de outubro do mesmo ano, para a eleição de um prefeito, um vice-prefeito e mais 21 vereadores. O prefeito à época era Hugo Lagranha (PDT). Foi eleito em turno único Liberty Conter (PDS), para o período de 1º de janeiro de 1993 a 31 de dezembro de 1996.

## Resultado da eleição para prefeito

### Turno único
| Candidatos a prefeito               | Candidatos a vice-prefeito | Número | Coligação             | Votação | Percentual |
| ----------------------------------- | -------------------------- | ------ | --------------------- | ------- | ---------- |
| Liberty Conter PDS                  | Cláudio Schneider PDS      | 11     | —                     | 58.925  | 49,41%     |
| Jorge Uequed PSDB                   | -                          | 45     | PSDB, PPS, PSB, PCdoB | 21.404  | 17,95%     |
| Luis Antônio Possebon PDT           | -                          | 12     | PDT, PMDB             | 16.590  | 13,91%     |
| Ledevino Piccinini PTB              | - PTB                      | 14     | —                     | 10.847  | 9,10%      |
| José Francisco Bernardes Milanez PT | - PT                       | 13     | —                     | 10.200  | 8,55%      |
| Pedro Julião Soares PST             | - PST                      | 52     | —                     | 749     | 0,63%      |
| Sadi Penha Pereira PFL              | - PFL                      | 25     | —                     | 532     | 0,21%      |